# Massara Blue Jeans
Pour les articles homonymes, voir Massara.
Singles de Cute
Soku Dakishimete
(2006)
Massara Blue Jeans (まっさらブルージーンズ) ("Le Tout Nouveau Jean Bleu") est le 1er single (indépendant) du groupe de J-pop Cute, sorti le 6 mai 2006 au Japon sur un label indépendant lié à Up-Front Works, écrit et produit par Tsunku. Le single est édité en quantité limitée, et ne contient qu'un titre (et sa version instrumentale), qui figurera sur le 1er album du groupe, Cutie Queen Vol.1.

## Membres
- Maimi Yajima
- Erika Umeda
- Saki Nakajima
- Airi Suzuki
- Chisato Okai
- Mai Hagiwara
- Megumi Murakami
- Kanna Arihara

## Titres
1. Massara Blue Jeans (まっさらブルージーンズ?)
2. Massara Blue Jeans (instrumental) (まっさらブルージーンズ (instrumental)?)